# Атхіттаявонг
Атхіттаявонг (тай. อาทิตยวงศ์), 1618– 1629) — 24-й володар Аюттхаї у 1629 році.

## Життєпис
Походив з династії Сукхотай. Молодший син Сонгтама, володаря Аюттхаї. Народився 1618 року. 1629 року після повалення його брата Четтатірата був поставлений на трон. Втім фактична влада належала ок'якалахому (військовому міністру) Суріявонгу.
Через 36 днів урядові слуги поскаржилися, що насправді в країні було два правителі — Атхіттаявонг і Суріявонг, що могло стати причиною майбутньої небезпеки для країни. Вони переконали Суріявонга зійти на трон. Атхіттаявонг був скинутий (з ним припинилася династія Сукхотай), і Суріявонг прийняв ім'я Прасат Тхонг.